# Luis Muiño
Luis Muiño nacido en 1967, es un psicoterapeuta y divulgador de salud en  conferencias, podcast, radio, prensa y diversos medios, de temas relacionados con la psicología.
Además de colaborar en programas de apoyo en campos de refugiados en Kosovo y en El Salvador, o de mujeres que ejercen la prostitución, o de menores que solicitan asilo, colaboró con el psicólogo Florentino Moreno en el programa El factor humano de Radio 5 de Radio Nacional de España, programa que recibió el primer premio de periodismo del Colegio Oficial de Psicólogos de Madrid, y cuyo contenido fue posteriormente recogidos en un libro publicado por el Editorial Complutense. Asimismo, en solitario dirige el espacio El hábitat del unicornio, también de Radio 5. 
Como divulgador en la actualidad presenta -junto con Molo Cebrián y Esther Pérez - “Entiende tu Mente”, el podcast de Psicología en español más escuchado en el mundo, con más de 50 millones de descargas. Ha sido  colaborador habitual de la revista “Muy Interesante”, redactor de “El Confidencial”  “Mg Magazine” y La Vanguardia . Ha escrito también artículos para periódicos como El País”, “Público, “El Mundo”, etc.  Ha sido finalista en el año 2009 del Premio Boehringer de Periodismo y Salud por un artículo publicado en la revista “Muy Interesante” y ha ganado en ocho años diferentes el Premio a la Mejor Labor de Divulgación -  Premios de Divulgación del Colegio Oficial de Psicólogos por los artículos publicados en medios de comunicación.
Además, ha escrito y dirigido diversos programas de radio en RNE que han sido distinguidos en cinco ocasiones con el Premio de Divulgación del Colegio Oficial de Psicólogos y ha sido colaborador habitual en programas de radio en Cadena Ser y Cadena COPE. 
Además, es asesor psicológico en el montaje de varias obras de teatro. Las dos últimas son “Eloísa está debajo de un almendro” y “Perfiles Ocultos”.

## Publicaciones
- El factor humano en pantalla: un paseo por la Psicología desde el patio de butacas - con Florentino Moreno (2003) Editorial Complutense ISBN 84-7491-732-8
- Perder el miedo al miedo (2007) Editorial Espasa
- Guía para padres con poco tiempo y mucho cariño (2006) Editorial Juventud
- No elijas: vive y trabaja (2008) Editorial DeBolsillo
- La mente del futuro. RBA. Circulo de Lectores.
- Psicología para después de la cuarentena. RBA. Circulo de Lectores.
- Tambien ha colaborado en otros libros con capítulos sobre “Psicología del miedo” “Salud Mental e Inmigración”, “Intervención psicológica con mujeres en conflictos armados” y “Claves psicosociales del mundo actual”.